# Theretra turneri
Theretra turneri är en fjärilsart som beskrevs av Lucas 1891. Theretra turneri ingår i släktet Theretra och familjen svärmare. Inga underarter finns listade i Catalogue of Life.